# LS Models

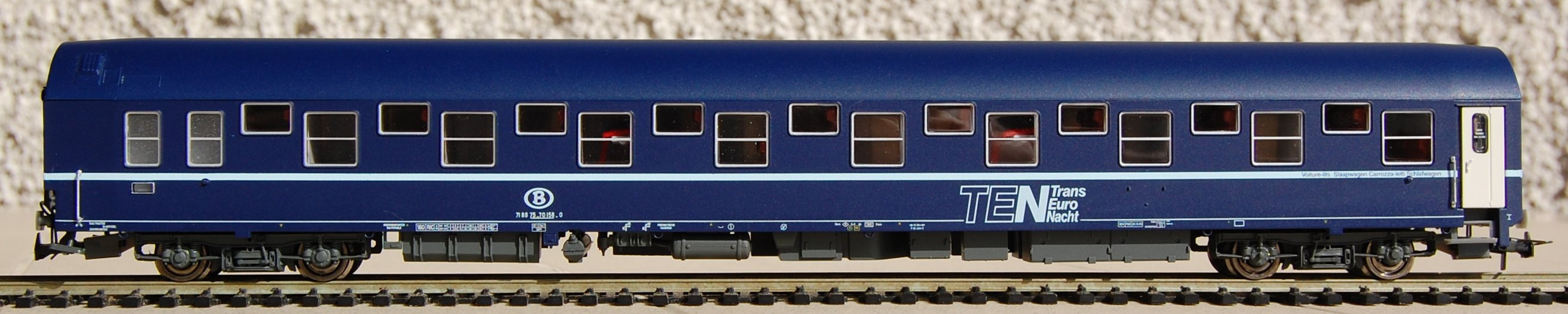
LS Models設計のリバロッシ製T2寝台車 (HOスケール)

LS Models (エルエスモデルス) は、ベルギーの鉄道模型メーカーである。

## 概要
オランダとベルギーの鉄道模型愛好者向けに、大手のメーカーが製品化しない車両を提供することを目的として創業した。HOスケールとNスケールを中心に、高品質の鉄道模型を提供することで知られている。
創業当初はヨーロッパメーカーの製品の塗装や表記を変更した特製品を発売していたが、2000年以降、中国製の自社オリジナル製品を多く発売している。

## 歴史
1992年、ダニエル・ピロン (Daniel Piron) によってLS Modelsが設立された。当初はフランスのJouef製の穀物運搬貨車や車運車、国際寝台車会社の食堂車をベルギー国鉄仕様に変更したものを発売した。
また、T2寝台車やMU寝台車、穀物運搬貨車をイタリアのリバロッシ向けに新たに設計して提供した。
1995年から2001年にかけて、リバロッシグループ各社、ドイツのPIKO、ベモ、ザクセンモデレ、スペインのエレクトロトレンのベルギーにおける輸入代理店であった。
1998年からザクセンモデレと共同で新製品の開発を開始したが、後にザクセンモデレが倒産すると中止された。2000年に元ザクセンモデレのヘルムート・リヒターマー (Helmut Richthammer) と、新たに設立されたヘリス社 (Heris Modelleisenbahn GmbH) とともに中国のモダンゲラ社 (Modern Gala、松暉国際有限公司) を下請けとして鉄道模型の開発を開始した。
モダンゲラ社における最初の製品はベルギー国鉄のI10客車であった。この製品はベルギーの鉄道愛好者団体である「Febelrail」で2001年に「今年の模型賞」を取った。この後、フランス国鉄のUSI客車や旧PLM鉄道の3軸客車、グランコンフォール客車を発売し、これもフランスで受賞した。これらの受賞によりヨーロッパにおいて同社は主要な鉄道模型メーカーの仲間入りをした。
2003年、ヘリス社とは契約上の問題から提携を中止し、独自にモダンゲラ社との開発を継続した。2008年にはコライユ客車でオーストリアのロコと対決することになった。

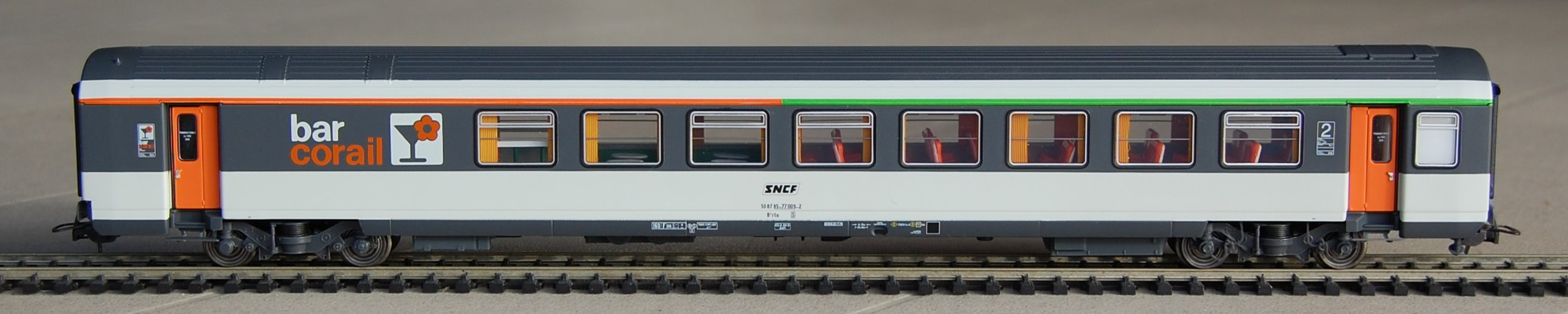
LS Models製 コライユ客車 (HOスケール)

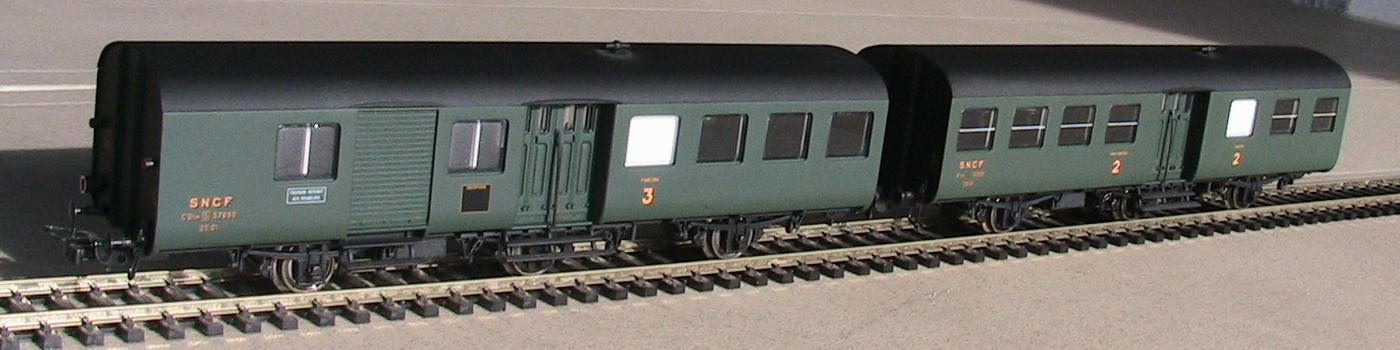
LS Models製 旧PLM鉄道3軸客車 (HOスケール)

## 製品
多くの製品は1回限りの限定品で、再生産される際は仕様などが変更されることが多い。主にHOスケールで展開されているが、一部Nスケール製品も発売している。
ベルギー国鉄、フランス国鉄、オランダ国鉄の車両を中心に展開しているが、ルクセンブルク国鉄、スイス国鉄など他のヨーロッパ諸国の車両も発売している。

### 動力車
ベルギー国鉄
13形、15形、18形（アルストム製） 、18形（シーメンス製）、27形、28形電気機関車（ボンバルディア）など。
フランス国鉄
CC40100形、BB16500形電気機関車、Y7100形ディーゼル機関車、X3800形 (PICASSO ) 、X4500形 (Caravelle ) 、X76500気動車、B81500形バイモード車など。
スイス国鉄
RAm TEEI（気動車）、RAe TEEII（電車）など。
ドイツ国鉄
403形電車など。

### 客車・貨車
ベルギー国鉄
I4客車、I5客車、I10客車、I11客車、多目的車SR2、荷物車DMs、AB30など。
フランス国鉄
P寝台車、ミストラル56客車、ミストラル69客車、グリルエクスプレス食堂車他、貨車多数。
スイス国鉄
UIC-X客車など。
その他
シティナイトライン、国際寝台車会社の寝台車など。